# Jean André (décorateur)
Pour les articles homonymes, voir Jean André et André.
Jean André est un décorateur, chef décorateur de cinéma, costumier et directeur artistique français, né le 18 juin 1916 à Paris et mort le 22 février 1980  dans la même ville.

## Biographie
Né en 1916, Jean André suit une formation de décorateur, et devient assistant décorateur en 1944 en travaillant pour Max Douy. Au début de sa carrière il travaille avec Jean Renoir, Roger Vadim et Henri-Georges Clouzot.
D'après Jacques Saulnier, « Jean André faisait des décors formidables pour Vadim, mais oubliant parfois le sens du scénario, ses décors n’avaient pas grand-chose à voir avec les personnages ». D'après François Truffaut, les décors de Jean André sont excellents dans Et Dieu… créa la femme.
Dans les années 1960 il collabore avec Gérard Oury pour qui il réalise les décors de La Grande Vadrouille et du Cerveau.
Jean André était devenu le meilleur ami de Roger Vadim et l'est resté jusqu'à sa mort. C'est à lui qu'on doit le renouveau de Saint-Tropez en y repeignant de vieilles maisons.

## Filmographie
- 1951 : L'Auberge rouge de Claude Autant-Lara
- 1955 : Elena et les Hommes de Jean Renoir
- 1956 : Et Dieu… créa la femme de Roger Vadim
- 1960 : La Vérité d'Henri-Georges Clouzot
- 1962 : Le Repos du guerrier de Roger Vadim
- 1962 : Les Parisiennes
- 1962 : Le Vice et la Vertu de Roger Vadim
- 1963 : Château en Suède
- 1966 : La Grande Vadrouille de Gérard Oury
- 1968 : Le Petit Baigneur de Robert Dhéry
- 1969 : Le Cerveau de Gérard Oury
- 1972 : Hellé de Roger Vadim
- 1973 : Don Juan 73 de Roger Vadim
- 1975 : Peur sur la ville d'Henri Verneuil
- 1976 : On aura tout vu de Georges Lautner
- 1977 : Violette et François de Jacques Rouffio
- 1978 : La Carapate de Gérard Oury
- 1980 : Le Coup du parapluie  de Gérard Oury
- 1980 : Le Guignolo de Georges Lautner